# Lingua sranan tongo
Lo sranan tongo  è una lingua creola parlata da circa 500 000 individui madrelingua nel Suriname. Al di fuori del Paese, lo sranan tongo è anche noto come taki taki (dall'inglese talk talk, letteralmente parla parla).
Lo sranan tongo occupa una posizione particolare nel variegato panorama linguistico del Paese: pur non essendo lingua ufficiale, risulta infatti essere quella attualmente più diffusa. Tale importanza deriva dal fatto che esso è spesso conosciuto dalle diverse etnie presenti: creoli, indiani, giavanesi, cinesi e amerindi.

## Origini e storia
Le prime lingue pidgin africane si svilupparono lungo la costa dell'Africa occidentale a seguito dei contatti tra i portoghesi e le popolazioni locali. Nello sranan tongo, così, si trovano alcune reminiscenze di tali parlate: basti pensare che parole come sabi ("sapere") e pikin (bambino) sono delle corruzioni di parole portoghesi.
Va però detto che lo sranan tongo è fondamentalmente una lingua creola basata sull'inglese (inglesi erano infatti i primi colonizzatori del Suriname, che vi deportarono schiavi africani). Un'ulteriore evoluzione derivò dal passaggio della colonia agli olandesi (nel 1667), a seguito della quale si ebbero diversi prestiti dall'olandese.
Il lessico dello sranan tongo risulta quindi una fusione di inglese, olandese, portoghese e lingue africane. Storicamente esso fu inizialmente impiegato dagli schiavi africani per comunicare fra loro (visto che spesso essi parlavano idiomi diversi) e con i colonizzatori. Quando poi, con l'abolizione della schiavitù, gli olandesi decisero di impiegare nelle proprie piantagioni lavoratori provenienti dall'Asia, l'idioma si affermò come lingua franca per la comunicazione tra le diverse etnie del Paese.
Spesso osteggiato dal sistema educativo olandese, lo sranan tongo ottenne alcuni riconoscimenti a partire dall'indipendenza del Paese. Ad esempio, il dittatore Dési Bouterse, nel corso degli anni ottanta, era solito tenere discorsi pubblici in sranan tongo.
Lo sranan tongo esiste come lingua scritta dalla fine del XIX secolo. Tuttavia, il sistema di scrittura ufficiale venne approvato dal governo del Suriname solo il 15 luglio 1986. Esiste una tradizione letteraria, incentrata però su un piccolo numero di autori: fra di essi vi è soprattutto il poeta Henri Frans de Ziel, noto come Trefossa, autore dell'inno nazionale (la cui seconda strofa è, appunto, in sranan tongo).

## Situazione attuale
Lo sranan tongo rimane largamente utilizzato nel Paese dai diversi gruppi etnici. È prevalentemente utilizzato per la conversazione, visto che in ambito ufficiale gli viene preferito l'olandese.

## Esempi
- fa waka?: come va?
- blaka watra: acqua nera